# Spectrobasis impectinata
Spectrobasis impectinata är en fjärilsart som beskrevs av Louis Beethoven Prout 1916. Spectrobasis impectinata ingår i släktet Spectrobasis och familjen mätare. Inga underarter finns listade i Catalogue of Life.